# 吉弘鋼材
吉弘鋼材株式会社（よしひろこうざい）は、熊本県合志市に本社を置く、一般鋼材の販売及び加工、土木建築資材の販売及び施工、ステンレス、アルミ等、非鉄金属の販売及び加工を行なう企業である。

## 沿革
- 1916年3月15日 - 金物、農機具販売業として創立
- 1950年5月 - 法人へ改組し、有限会社吉弘商店を創立
- 1960年3月 - 一般鋼材の販売業務を開始
- 1969年4月 - 社名を吉弘鋼材株式会社に組織変更
- 1971年2月 - 土木建築資材の販売及び施工・機械工具販売業務を開始
- 1976年4月 - 本社を熊本市飛田1丁目9番20号に移転
- 1976年7月 - 建設業登録
- 1982年2月 - 福岡営業所を設置
- 1982年3月 - 非鉄金属部設置　ステンレス、アルミ製品の販売及び加工開始
- 1986年10月 - グループ企業として、建設業のカッサー興産株式会社を設立
- 1988年5月 -  グループ企業として、金属製品製造業の三晃精機株式会社を設立
- 1993年5月 - 菊池郡合志町（合志工業団地内）に新社屋完成、操業開始